# Miguel Binimelis
Miguel Ignacio Binimelis Araos (Santiago, Chile, 21 de febrero de 2000) es un futbolista chileno. Juega como Defensa en actualmente en Deportes Iquique de la Primera División de Chile.

## Trayectoria
Formado en Club Universidad de Chile, juega como lateral izquierdo. Fue cedido a préstamo en Arturo Fernández Vial y Deportes Iquique. Tras quedar libre del conjunto laico, fichó por los Dragones Celestes.

## Estadísticas
| Club                          | Div.       | Temporada  | Liga  | Liga  | Copas nacionales | Copas nacionales | Torneos internacionales | Torneos internacionales | Total | Total |
| Club                          | Div.       | Temporada  | Part. | Goles | Part.            | Goles            | Part.                   | Goles                   | Part. | Goles |
| ----------------------------- | ---------- | ---------- | ----- | ----- | ---------------- | ---------------- | ----------------------- | ----------------------- | ----- | ----- |
| Arturo Fernández Vial · Chile | 2.ª        | 2020       | 4     | 0     | 0                | 0                | —                       | —                       | 4     | 0     |
| Arturo Fernández Vial · Chile | Total club | Total club | 4     | 0     | 0                | 0                | 0                       | 0                       | 4     | 0     |
| Deportes Iquique · Chile      | 2.ª        | 2021       | —     | —     | —                | —                | —                       | —                       | 0     | 0     |
| Deportes Iquique · Chile      | 2.ª        | 2022       | 0     | 0     | 0                | 0                | —                       | —                       | 0     | 0     |
| Deportes Iquique · Chile      | 2.ª        | 2023       | 0     | 0     | 0                | 0                | —                       | —                       | 0     | 0     |
| Deportes Iquique · Chile      | 1.ª        | 2024       | 0     | 0     | 0                | 0                | —                       | —                       | 0     | 0     |
| Deportes Iquique · Chile      | Total club | Total club | 0     | 0     | 0                | 0                | 0                       | 0                       | 0     | 0     |
| Total club                    | Total club | Total club | 4     | 0     | 0                | 0                | 0                       | 0                       | 4     | 0     |
| 1.                            |            |            |       |       |                  |                  |                         |                         |       |       |